# Premio Dinámica de Fluidos
El premio Dinámica de Fluidos es un premio que otorga anualmente la American Physical Society (APS) desde 1979. El destinatario es una persona que se ha destacado por sus "logros excepcionales en la investigación de la dinámica de fluidos". El premio está valorado actualmente en US$10 000. En 2004, el anterior premio Otto Laporte —otro premio de la American Physical Society (APS)- se fusionó con el actual premio Dinámica de Fluidos.

## Premiados
Las personas premiadas han sido:
- 2019: Alexander Smits
- 2018: Keith Moffatt
- 2017: Detlef Lohse
- 2016: Howard A. Stone
- 2015: Morteza Gharib
- 2014: Geneviève Comte-Bellot
- 2013: Elaine Surick Oran
- 2012: John F. Brady
- 2011: Tony Maxworthy
- 2010: John Hinch
- 2009: Stephen B. Pope
- 2008: Julio M. Ottino
- 2007: Guenter Ahlers
- 2006: Thomas S. Lundgren
- 2005: Ronald Adrian
- 2004: George M. Homsy
- 2003: Jerry Gollub
- 2002: Gary Leal
- 2001: Howard Brenner
- 2000: Friedrich Hermann Busse
- 1999: Daniel D. Joseph
- 1998: Fazle Hussain
- 1997: Louis Norberg Howard
- 1996: Parviz Moin
- 1995: Harry L Swinney
- 1994: Stephen H. Davis
- 1993: Theodore Yao-tsu Wu
- 1992: William R. Sears
- 1991: Andreas Acrivos
- 1990: John L. Lumley
- 1989: William W. Willmarth
- 1988: Galen B. Schubauer
- 1987: Anatol Roshko
- 1986: Robert T. Jones
- 1985: Chia-Shun Yih
- 1984: George Carrier
- 1983: Stanley Corrsin
- 1982: Howard W. Emmons
- 1981: Philip S. Klebanoff
- 1980: Hans Wolfgang Liepmann
- 1979: Chia Chiao Lin